# Vadarci
Vadarci este o localitate din comuna Puconci, Slovenia, cu o populație de 378 de locuitori.